# Raillencourt-Sainte-Olle
Raillencourt-Sainte-Olle is een gemeente in het Franse Noorderdepartement (Frans: département du Nord) (regio Hauts-de-France). De plaats maakt deel uit van het arrondissement Cambrai. Raillencourt-Sainte-Olle telde op 1 januari 2022 2.104 inwoners.

## Geografie
De oppervlakte van Raillencourt-Sainte-Olle bedroeg op 1 januari 2022 7,09 vierkante kilometer; de bevolkingsdichtheid was toen 296,8 inwoners per km².

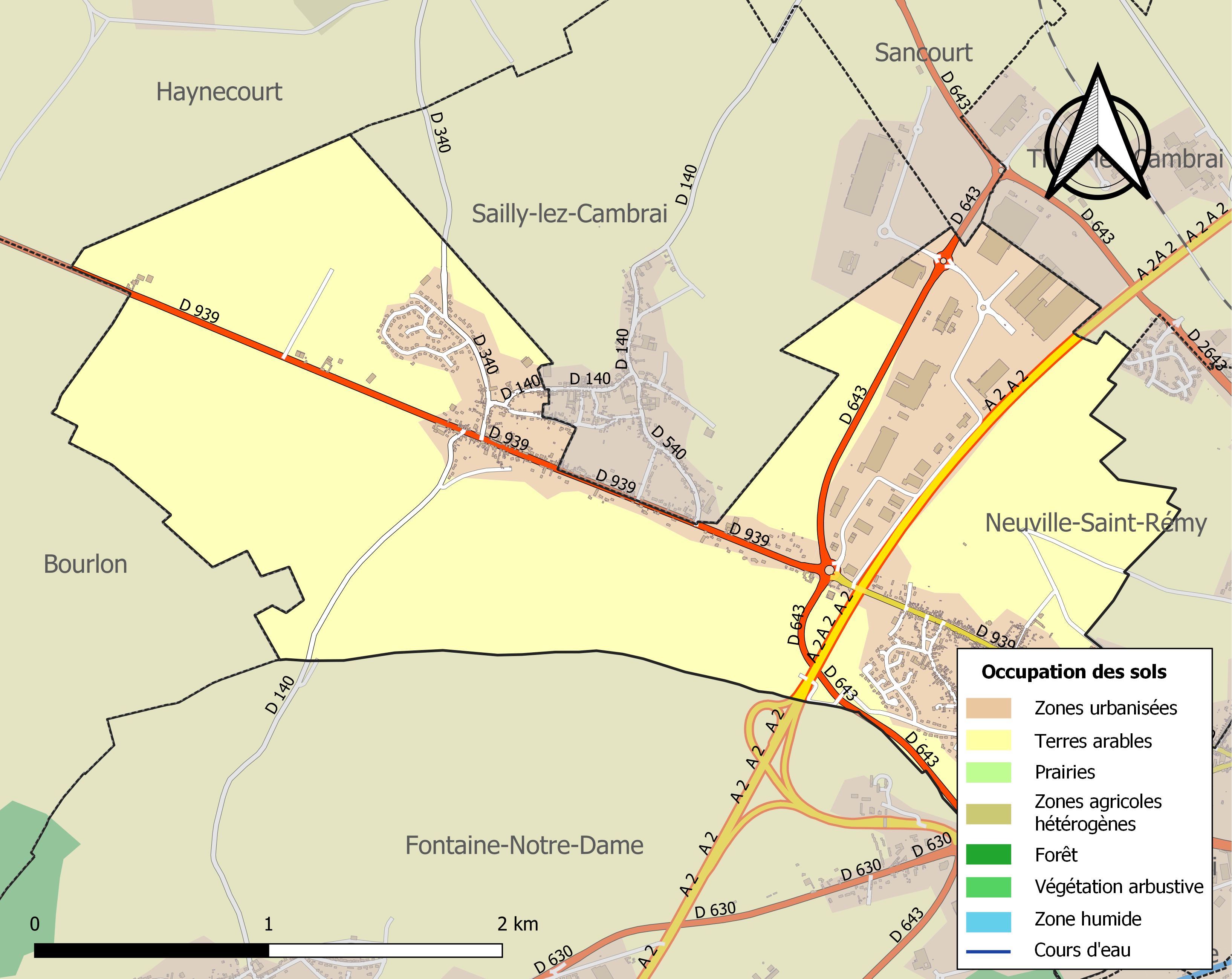
Kaart van de gemeente met belangrijkste infrastructuur, bodemgebruik en omliggende gemeenten

## Demografie
Onderstaande figuur toont het verloop van het inwonertal (bron: INSEE-tellingen).

## Bezienswaardigheden
Op het grondgebied van de gemeente liggen drie Britse militaire begraafplaatsen met gesneuvelden uit de Eerste Wereldoorlog: Drummond Cemetery, Raillencourt Communal Cemetery Extension en St. Olle British Cemetery.